# Сериндия
Термин Сериндия объединяет Серес (Китай) и Индию для обозначения части Азии, также известной как Синьцзян, Китайский Туркестан или Высокая Азия. Смотрите подробнее статью Синьцзян-Уйгурский автономный район.
Искусство этого региона известно как сериндское. Оно развивалось со II по XI век нашей эры в Сериндии или Синьцзяне, западном регионе Китая, который в то время находился в культурной сфере Средней Азии.